# Сьценцель
Сьценцель (пол. Ścięciel) — село в Польщі, у гміні Хожеле Пшасниського повіту Мазовецького воєводства.
Населення — 31 особа (2011).
У 1975-1998 роках село належало до Остроленцького воєводства.

## Демографія
Демографічна структура станом на 31 березня 2011 року:
|          | Загалом | Допрацездатний вік | Працездатний вік | Постпрацездатний вік |
| -------- | ------- | ------------------ | ---------------- | -------------------- |
| Чоловіки | 18      | 3                  | 14               | 1                    |
| Жінки    | 13      | 1                  | 10               | 2                    |
| Разом    | 31      | 4                  | 24               | 3                    |